# 石鼓文

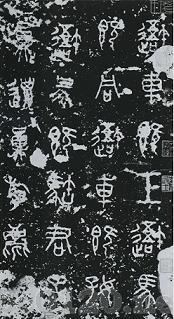
石鼓文。「吾車鼓」の拓本冒頭。

石鼓文（せっこぶん）とは、唐の貞観年間（627年 - 649年）に鳳翔府天興県三疇原（現在の陝西省宝鶏市鳳翔区）で出土した10基の花崗岩の石碑、またはそれに刻まれた文字をいう。現存する中国の長文の石刻文字資料としては最古級のもので、出土した当時から珍重され、現在は北京故宮博物院に展示されている。
通称の「石鼓文」は、詩人の韋応物や韓愈がこの石碑を称えて「石鼓歌」を編んで広まった。
狩猟を描写した詩が刻まれており、当時の狩猟をはじめとする王の暮らしがわかる文献資料の一つに位置づけられる。字体は始皇帝の文字統一以前に用いられた「大篆」の例として書家に愛好され、呉昌碩の臨書など作品のモデルとなっている。
また、戦乱のたびに亡失と再発見を繰り返し、亡失のたびに破壊されており、再発見のたびに判読できる字数がチェックされ、戦乱による被害状況も克明に表されている。
その一部が、岩波書店刊行の『漱石全集』の装丁に用いられた。

## 石鼓の成立時代
出土当時より、石鼓がいつ刻まれたのか議論は尽きなかった。現在のところ戦国時代の秦で作られたとする説が有力である。
唐初期に出土した際は、狩猟を描写した詩歌が周の宣王を称える詩経の「車攻」や「吉日」の詩と酷似していることから、周の宣王時代の作と考えられた。この説は長く支持され、清の乾隆帝もこれを認めたため、反論は辛亥革命後に噴出した。
- 記録によると、宣王は出土地の近辺で狩をした形跡がない。
- 石鼓に歌われた「朱塗りの弓」や「3頭曳きの馬車」は諸侯が使うもので、宣王にはふさわしくない。
- そもそも宣王の時代には、花崗岩を刻める鉄の鏨は存在しない。

これらの反論を受けて、宣王時代説はほぼ否定されている。始皇帝の文字統一によって絶滅した古い書体であることから、始皇帝以後の偽作であるとも考えられない。
現在の論点は、中国統一前の秦のどの時代に作られたか、に絞られており、襄公・文公・穆公のいずれかが有力視されており、献公の紀元前374年頃の巡狩の際の詩文とも考えられている。

## 石鼓の保存と破損

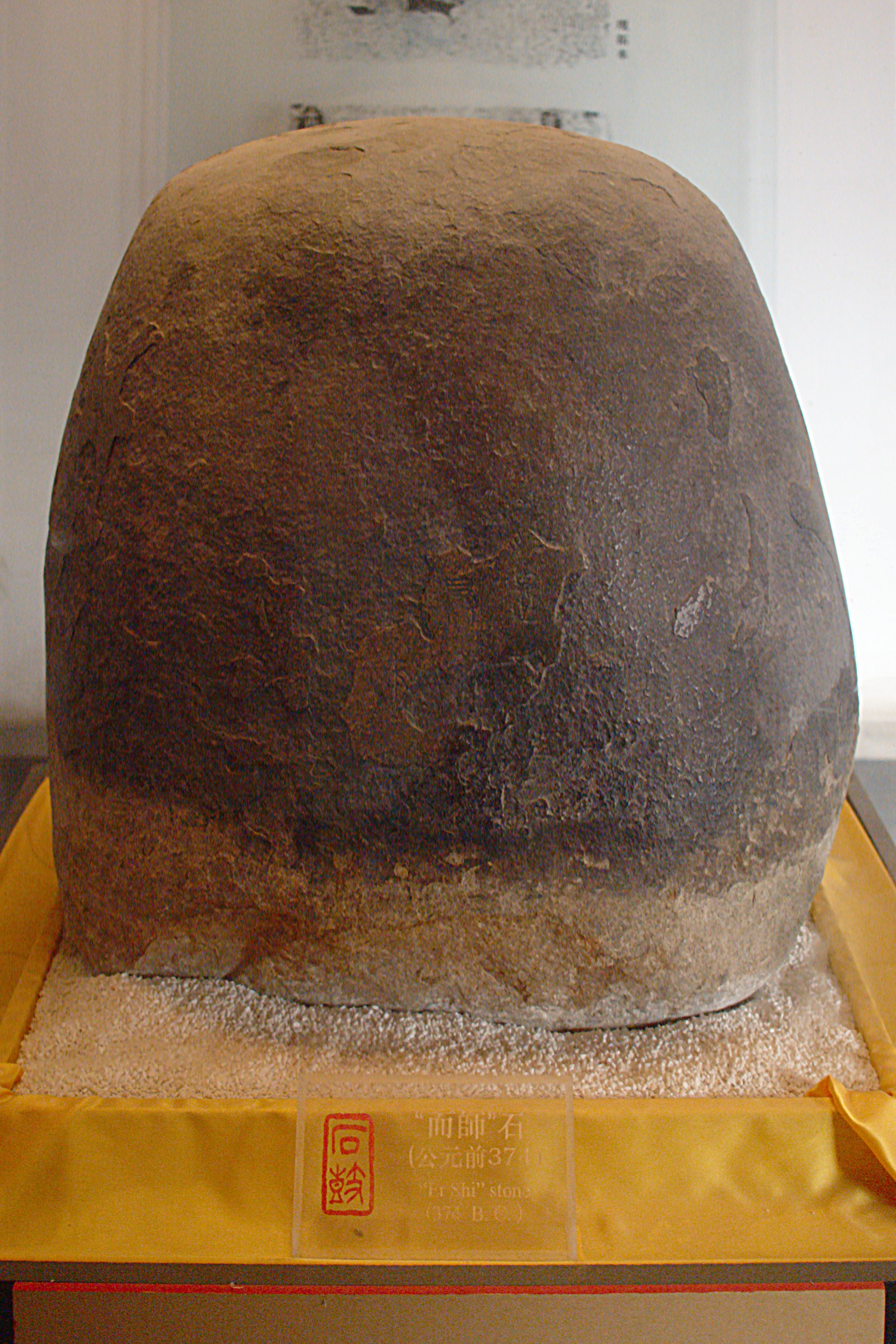
「而師」石鼓

石鼓は伝世の石碑ではなく出土品であるため、出土した時から破損が見られた。一方で宣王の碑と流布されたことから珍重される時期もあり、採拓も頻繁に行われている。また石そのものは1トン前後と軽量なため略奪されたこともあり、保存と破壊を繰り返してきた。
- 出土直後は雨ざらしの状態で、保存措置がとられていなかった。韋応物の「石鼓歌」にも「風雨缺訛苔蘚渋（風雨に削られ苔に蒸す）」の描写がある。韓愈は大学に移転保存するよう進言したが、実現しなかった。
- 西暦800年頃、鄭余慶が鳳翔孔子廟に移転させ、ようやく保存が始まる。五代十国時代に至る100年ほど、この地で保存された。
- 宋朝が成立し、司馬池（司馬光の父）が鳳翔の知事に就任し、散逸した石鼓文を集め、府学に移転保存した。しかし移転時に1基が行方不明になった。
- 消息不明だった1基（詩文冒頭から「乍原鼓」と呼ばれる）が1052年に民家で発見された。しかし上半分を切り捨てられ、中身をえぐられて石臼になっており、詩文の上半分が完全に失われた。以後、字数計上などの保護策が厳重になる。欧陽脩の調査では465字が認められた。
- 芸術に傾倒した徽宗の勅命により、石鼓はすべて開封に運ばれた。採拓による磨耗を防ぐことと宝物の品格を持たせるため、刻字すべてに金象嵌を施した。当初は大学、のちに保和殿に保管した。
- 保和殿の宝物として保存し、金象嵌を施したことが仇となり、靖康の変の際に略奪された。金象嵌をえぐり取られたため、残字数が最も少なかった石鼓（「馬薦鼓」と称される）の文字はすべて破壊された。
- 元朝が成立すると国子監に保存し、明朝も同様に扱った。元の吾丘衍は477字、潘迪は386字を読み取っているが、以後も徐々に風化が進んでいる。
- 清朝も同様に保護したが、乾隆帝はさらに採拓用のレプリカを作り、石鼓を完全保護する策を取った。
- 民国でも故宮に保管したが、満州事変勃発に合わせて上海に退避させた。1936年に南京に退避したが、日中戦争とともに宝鶏・漢中・成都・峨眉へと中国奥地に移転した。
- 1947年に南京に移転したものの、国共内戦が勃発した。国民党は石鼓の台北輸送を断念して逃亡し、石鼓は無傷で共産党の手に渡った。そこで北京故宮に帰り、現在に至る。

このように破損を繰り返してきたため、故宮に展示された石鼓の刻字は不完全で、失われた字は宋時代に採られた拓本で見ることができる。乍原鼓の上半分が破壊される前の唐拓は発見されていない。

## 拓本
原石が破損しているため、特に靖康の変以前に作られた宋拓本は文字資料として貴重である。
- 范氏天一閣本：北宋時代の拓本で462字あり、古くより公開されているため、のちの刻本やレプリカのモデルになっている。1860年、内乱の際に亡失。
- 先鋒本：最古の拓本とされ、480字が読み取れる。東京・三井文庫所蔵。
- 中権本：不明瞭ながら500字が読み取れる最多字数の拓本で、法書としてこの拓本がよく取り上げられる。東京・三井文庫所蔵。

- 後勁本：先鋒本・中権本とともに明時代の金石家だった安国のコレクションで、497字が読め、法書としてよく供される。東京・三井文庫所蔵。

## 10基の石鼓
石鼓は10基で1セットであるが、無造作に発掘されたために順序は明確ではなく、詩歌の解釈を通して現在の並びが妥当と判断されている。
1. 吾車鼓（6字11行・19句）「吾車既工」に始まり、狩の序盤を描写した詩がつづられる。この1句目が詩経と酷似することから、宣王説が生じた。
2. 汧殹鼓（7字9行・17句）「汧殹沔沔」で始まり、土地の豊かさを称えた詩がつづられている。“殹”字は秦固有の字のため、宣王説打破の根拠となった。
3. 田車鼓（7字10行・18句）「田車孔安」で始まり、狩の情景を描写した詩がつづられる。拓本でもやや破損があり、3句は解読不能となっている。
4. 鑾車鼓（7字10行・18句）「□□鑾車」で始まり、全行の冒頭2字が欠けているため6句しか解読されていないが、狩が終わって喜ぶ情景をつづっている。
5. 霝雨鼓（6字11行・18句）冒頭は破損して第2句の「霝雨□□」で称される。半数強の10句が解読され、雨の中を帰る人々の姿がつづられる。
6. 乍原鼓（7字11行・句数不明）石臼に転用された鼓で、詩は解読不能。破損を免れた1行下段の「□乍原乍」が通称の由来となっている。
7. 而師鼓（6字11行・17句）半数の字が満遍なく破損しており、詩は解読不能。3行目末尾の「而師」が通称の由来となっている。
8. 馬薦鼓（5字8行・句数不明）靖康の変で字を失った鼓で、宋拓でも20字に満たず、詩の解釈は当初から断念されている。
9. 吾水鼓（5字15行・20句）冒頭「吾水既瀞」に由来する。残字は多いが磨耗が激しく、傷と点画の区別が難しい字が多くを占める。詩の解読は7句にとどまる。
10. 呉人鼓（8字9行・句数不明）冒頭「呉人憐亟」に由来する。呉人（野守）が自然に感謝する描写と思われることから、一連の石鼓の掉尾に置かれることが多い。